# Gart. Zentral-Bl.
Gart. Zentral-Bl. (abreviado Gart. Zentral-Bl.) fue una revista con ilustraciones y descripciones botánicas que fue publicada  en el año 1899.
La publicación aparece en: Madroño 24 (2): 68-74. 1977